# Pearl Peden Oldfield
Pour les articles homonymes, voir Oldfield.
Pearl Peden Oldfield, née le 2 décembre 1876 à Cotton Plant (Arkansas, États-Unis) et morte le 12 avril 1962 à Washington, est une femme politique américaine, ancienne représentante des États-Unis pour l'Arkansas.

## Biographie
Née à Cotton Plant dans le Comté de Woodruff en Arkansas, elle est l'une des cinq enfants de J.A. Peden et Helen Hill Peden. Sa famille étant d'une grande famille du Sud des États-Unis, elle fait ses études à l'Université de l'Arkansas. 
En 1929, elle est la première femme élue au Congrès des États-Unis pour l'Arkansas sous la bannière démocrate après le décès de son époux à la demande des membres de son parti. Elle reste en poste du 3 janvier 1929 jusqu'au 3 mars 1931, l'équivalent du 70e Congrès et le quitte pour, selon elle, « retourner dans la sphère qui appartient aux femmes - la maison ». Lors de son temps au Congrès, elle vote pour des lois renforçant la Prohibition.
Elle meurt d'un infarctus du myocarde à Washington en 1962 et est enterrée au cimetière Oaklawn à Batesville.